# Diamante Orloff

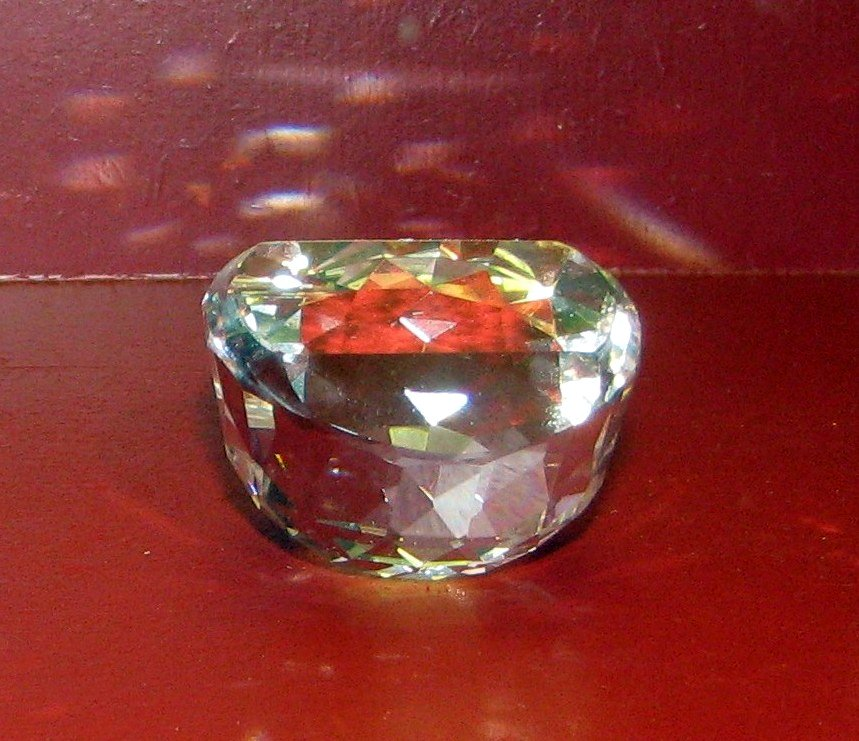
Cópia do diamante Orloff

Orloff é um diamante do tesouro russo. É uma das jóias da coroa dos antigos Czares e pesa 220 quilates. De acordo com os dados do Kremlin, as medidas do Orloff são 32 mm x 35 mm x 31 mm, pesando 37,924 g.

## História
Em 1700, um soldado francês roubou o diamante de um templo hindu, do olho de uma estátua que ali havia. A pedra mudou de mão muitas vezes, sempre com derramamento de sangue envolvido, até que chegou a Amsterdã em 1774. Ali, um príncipe russo, Orloff, comprou-a (por cerca de meio milhão de dólares) e deu-a de presente à rainha Catarina II. Alguns acreditam que também fazia parte do diamante Grande Mogul, extraviado.
Atualmente faz parte do Fundo dos Diamantes e está exposto no Palácio do Arsenal do Kremlin.